# رؤیاهای رادیویی
رویاهای رادیویی (انگلیسی: Radio Dreams) فیلمی ایرانی-آمریکایی، ساختهٔ بابک جلالی، محصول سال ۲۰۱۶ است. این فیلم در سال ۲۰۱۶ برندهٔ جایزهٔ ببر جشنواره بین‌المللی فیلم روتردام شد و در همان سال در بخش کشف‌های جشنوارهٔ بین‌المللی فیلم ورشو به نمایش درآمد.

## بازیگران
- محسن نامجو در نقش حمید رویانی
- لارس اولریش در نقش خودش
- بشرا دستورنژاد در نقش مارال افشار
- کابل دریمز (سلیمان قارداش، صدیق احمد، ربی ادیب) در نقش خودشان